# Savalan (ort i Azerbajdzjan)
Savalan är en ort i Azerbajdzjan.   Den ligger i distriktet Qəbələ, i den centrala delen av landet, 200 km väster om huvudstaden Baku. Savalan ligger 202 meter över havet och antalet invånare är 294.
Terrängen runt Savalan är kuperad söderut, men norrut är den platt. Savalan ligger nere i en dal. Närmaste större samhälle är Geoktschai, 18,5 km sydost om Savalan.
I omgivningarna runt Savalan växer huvudsakligen savannskog. Runt Savalan är det ganska tätbefolkat, med 58 invånare per kvadratkilometer.